# Защита животных
Защита животных (зоозащита) — вид деятельности, направленной на улучшение содержания и обращения с животными, предотвращение жестокого обращения с животными. 
Среди современных концепций защиты животных различают благополучие животных, подразумевающее контроль за психологическим и физическим благополучием животных, и права животных, некоторые сторонники которых считают недопустимым отдельные разновидности традиционного использования животных человеком в своей хозяйственной деятельности. Они предлагают не рассматривать животных в качестве своей собственности, выступая главным образом против эксплуатации и умерщвления животных.

## История
Первые упоминания об охране животных относят к Ашоке.
В христианстве, а также в исламе и иудаизме, забота о своих животных — обязанность их владельцев, предусмотрены правила по уходу за ними и регламент убоя скота, предназначенный для ограничения страданий, боли и страха животных.
В 1822 году британский член парламента ирландец Ричард Мартин провёл через парламент законопроект, обеспечивающий защиту от жестокости крупного рогатого скота, лошадей и овец. Мартин был одним из основателей Общества по предотвращению жестокого обращения с животными, или SPCA, в 1824 году. В 1840 году королева Виктория дала обществу своё благословение, и оно стало носить название Королевского, или RSPCA. Его задачей было собирать пожертвования и развивать сеть инспекторов, выявляющих лиц, злоупотребляющих недобросовестным обращением с животными, собирать доказательства и сообщить о них властям.
В Российской империи в 1865 году было основано Российское общество покровительства животным, которое занималось организацией ветеринарных лечебниц, выступало за внедрение менее жестоких способов убоя скота и улучшение обращения с лошадьми. По его инициативе был принят закон, по которому за «причинение домашним животным напрасных мучений» взимался штраф в размере до 10 рублей. 
В 1959 году было создано Международное общество защиты животных (ISPA). В 1981 году оно, объединившись со Всемирной федерацией защиты животных (WFPA), было преобразовано во Всемирное общество защиты животных (WSPA).
Специальный курс законодательства о животных преподается в 113 из 180 школ права в США, в 8 школах права Канады и обычно включается в университетские курсы по философии и этике.

## Базовые принципы благополучия животных
По оценке Всемирного общества защиты животных, благополучным можно назвать состояние животного, используемого человеком, при котором оно находится в хорошей физической и психологической форме, здорово и не страдает. Животное не должно испытывать страх и тревогу, вызванные обращением с ним. Не должны подавляться естественные потребности животного, например, нельзя помещать свинью в узкие станки для свиноматок, где нельзя повернуться, что приводит к неестественному стереотипу — грызению перегородок.

### Пять свобод
Используемая во многих странах система оценки благополучия одомашненных животных была разработана в Великобритании Советом по охране сельскохозяйственных животных в 1977 году. Впервые упоминание о пяти свободах встречается в декабре 1979 года в пресс-уведомлении FAWC, незадолго до этого учрежденного правительством Великобритании.
Прежде, в 1965 году, правительством Великобритании было инициировано расследование благосостояния животных, используемых в интенсивном животноводстве. Отчасти расследование стало ответом на выход в 1964 году книги Рут Харрисон «Живые машины». По итогам доклада профессора Роджера Брамбелла, которому было поручено расследование, в 1967 году был создан Консультативный комитет, в 1979 году преобразованный в Совет по благополучию сельскохозяйственных животных.
Первоначально правила, переработанные позже в концепцию пяти свобод, представляли собой рекомендацию и звучали следующим образом: животным необходимы свобода поворачиваться, ухаживать за собой, вставать, ложиться, вытягивать свои конечности.
Пять свобод включают:
1. Свободу от голода и жажды — путём предоставления доступа к воде и еде, которые поддерживают хорошее здоровье и активность.
2. Свободу от дискомфорта — путём предоставления соответствующей среды для проживания, включая жилище и место для сна и отдыха.
3. Свободу от боли, травм или болезни — путём предоставления превентивных мер или ранней диагностики и лечения.
4. Свободу естественного поведения — путём предоставления достаточного места, соответствующих благоприятных условий и приспособлений, а также компании себе подобных.
5. Свободу от страха и стресса — путём обеспечения соответствующих условий и отношения, которые исключают моральные страдания.

«Пять свобод» включены во Всемирную декларацию благосостояния животных (Universal Declaration on Animal Welfare). Согласно этой Декларации, эти «пять свобод» должны быть обеспечены животным, содержащимся в условиях неволи.

## Права животных
Сторонники концепции прав животных придерживаются разных философских точек зрения, однако едины в том, что животных нельзя рассматривать как частную собственность и использовать для получения пищи, одежды, в индустрии развлечений и научных экспериментах, а некоторые права, например, право на жизнь и защиту от страданий, должны быть юридически закреплены за животными.
Большинство защитников животных не допускают лишь неоправданной жестокости в отношении сельскохозяйственных животных, но при этом не отказываются от употребления в пищу продуктов скотоводства — мяса и молока, а также использования шкур животных при изготовлении одежды.

## Международно-правовые акты

### Европейская конвенция по защите домашних животных
Европейская конвенция по защите домашних животных была разработана в конце 1980-х годов и издана в ноябре 1987 года.
По состоянию на 12 мая 2010 года Конвенцию подписали и ратифицировали 19 государств. 18 сентября 2013 года Конвенция была ратифицирована Украиной. Украина стала 23-м государством, подписавшим и ратифицировавшим данную Конвенцию.
В ней нашли отражение Пять свобод животных, разработанных Британским Советом по благополучию сельскохозяйственных животных (The Farm Animal Welfare Council).
Проект Конвенции с 1979 года разрабатывался специальной Комиссией по защите животных Совета Европы, целями его были установление контроля за торговлей животными и за их популяцией. Под контролем за торговлей подразумевалось установление жестких стандартов гигиены и правил выращивания животных и условий их продажи, введение запрета на импорт экзотических животных, не приспособленных для местных (в оригинале указывается европейских) климатических условий. Также предусматривалось развитие системы организаций для обеспечения выполнения предусмотренных норм.
Контроль популяции животных должен был проходить в двух направлениях: регистрации домашних животных и введения налога на них, организации бесплатной или субсидируемой стерилизации домашних животных и обеспечения сокращения популяции бездомных животных. Прогрессивность норм заключается в предоставлении льгот для отдельных категорий граждан (например, инвалиды — владельцы собак-поводырей) и использовании гуманных методов умерщвления бродячих животных.
Позднее Парламентской Ассамблеей было решено, что конвенция должна быть разработана, но не ранее, чем будет принята Европейская конвенция о защите позвоночных животных, используемых для экспериментов или в иных научных целях. Комиссия начала работу над Конвенцией на 13 заседании в ноябре 1983, 6 заседаний Комиссии по защите животных и три заседания рабочей группы были посвящены подготовке проекта Конвенции.
Специальная Комиссия по защите животных предоставила текст проекта Конвенции Комитету министров 6 июня 1986 года, Комитет Министров принял текст проекта конвенции 26 мая 1987 года. Европейская конвенция по защите домашних животных была открыта для подписания 13 ноября 1987 года.
Целью Конвенции является защита непосредственно животных — их прав и потребностей. Однако некоторые нормы (п. 7 преамбулы, п. 2, 3 статьи 2 и др.) одновременно направлены на защиту здоровья и жизни человека.
Европейская конвенция о защите домашних животных состоит из трех частей: преамбула, основные положения (1-14 статьи), оперативные положения (15-23 статьи). В преамбуле перечисляются цели и мотивы заключения конвенции, их можно разделить на три группы: 1 — моральные обязательства человека, 2 — интересы человека, которые ставятся под угрозу в связи с увеличением популяции домашних животных и отсутствия норм их содержания, 3 — обеспечение благополучия самих животных.
Под домашними животными в Конвенции подразумевается «любое животное, которое содержит или собирается завести человек, в частности, в его домашнее хозяйство, для собственного удовольствия и дружеского общения». Из этого определения исключены животные, содержащиеся для производства пищевых продуктов, шерсти, кожи или меха или для других сельскохозяйственных целей, экспериментальных или других научных целей, в зоопарках, цирках, на выставках. Тем не менее, Конвенция предусматривает возможность включения их в внутреннее законодательство.
Непростым был вопрос о включении диких животных: с одной стороны, включение позволило бы ликвидировать правовой пробел, а с другой, это могло бы рассматриваться как признание возможности использовать этих животных в качестве домашних. Было принято решение о включение статей (ст. 2 пункт 2, ст. 4 пункт 3, ст. 14) обеспечивает достаточные гарантии в отношении сохранности диких животных, взятых из их естественной среды.
В Конвенции закреплен принцип, согласно которому стороны могут, с одной стороны, принимать более строгие внутренние законодательства о защите домашних животных, а с другой стороны, расширять применение различных положений к животным, которые не были прямо упомянуты в настоящей Конвенции.
Основные принципы содержания животных названы в статье 3: никто не имеет права причинять животному боль, страдания или ущерб, и никто не может бросить животное.
Правила содержания животных накладывают на каждого, кто постоянно или временно присматривает за животным, обязанность обеспечивать его водой, едой, физической нагрузкой, предпринимать меры по предотвращению побега. В комментарии к данной статье говорится, что обязательства распространяются на всех служащих, вынужденных присматривать за животными, если это является их постоянной или профессиональной обязанностью.
Заводчики (селекционеры) обязаны заботиться о физическом и психическом здоровье потомства и родителей, а также не допускать передачи негативных поведенческих моделей (агрессивность) или наследственных дефектов (прогрессивная атрофия сетчатки, приводящая к слепоте).
Статья 6 преследует цель избежать приобретения домашних животных детьми в возрасте до 16 лет без согласия родителей или лиц, осуществляющих родительские обязанности, поскольку это может привести к отказу от животного, который запрещен в соответствии с требованиями статьи 4. Поскольку дрессировка может быть источником стресса для животных, Конвенция в статье 7 накладывает ограничения на некоторые методы: методы, которые подразумевают причинение животному страдания, а также могут наносить увечья (если животное будет вынуждено превысить свои естественные способности).
Первое предложение статьи 8 пункта 1 является переходным положением, которое предусматривает, что по состоянию на день, когда Конвенция вступает в силу, все лица, занимающиеся торговлей, коммерческим разведением или содержанием домашних животных, или содержащие приют, должно в сроки, установленные каждой стороной, поставить в известность об этом компетентные органы. Второе предложение предусматривает, что после вступления Конвенции в силу, любые намерения начать подобную деятельность должны быть объявлены компетентным органам. Компетентный орган решает, выполняются ли основные требования Конвенции и может ли быть в связи с этим продолжена или начата деятельность.
Конвенцией признается, что некоторые виды деятельности (реклама, выставки, соревнования) могут привести к причинению вреда животным, но они не запрещаются, если соблюдены условия, обеспечивающие их благополучие, перечисленные в пункте 3 статьи 4 и в статье 14. Кроме того, пункт 2 запрещает, среди прочего, допинг животных для увеличения или уменьшения их активности.
Статья 10, о хирургических операциях, была сформулирована таким образом, чтобы сделать акцент на запрет хирургических вмешательств, которые в основном проводятся по эстетическим соображениям или для личного удобства владельца или заводчика. В статье говорится о купировании хвоста, ушей, оглушении, удалении ногтей и зубов. Скрутка крыльев, которая является одним из методов для препятствия полетов, проводится недостаточно часто для упоминания её в пункте 1; так же решено было не признавать татуировку хирургической процедурой. Таким образом, запрещены все хирургические операции, за исключением препятствующих размножению или проводимых по рекомендации ветеринара или в интересах самого животного (например, удаление прибылых пальцев). Операции должны проводиться ветеринаром под наркозом, если могут причинить боль животному, или уполномоченным лицом в соответствии с внутренним законодательством, если анестезия не требуется.
В соответствии с принципом Конвенции о предотвращении страданий животного его умерщвление должно проводиться врачом или ветеринаром, имеющим специальные знания и навыки. Исключение делается для чрезвычайных обстоятельств, при которых внутренним законодательством разрешено убийство одного лица другим (в российском законодательстве — самооборона), а также если убийство животного призвано прекратить его страдания. Методы убийства, которые должны быть запрещены, перечислены в пункте 2 (удушение, убийство током). Исключения при отлове, содержания и усыплении распространяются на программы чрезвычайной помощи, установленные правительствами для борьбы с зоонозными заболеваниями, такими как бешенство.
Глава III посвящена мероприятиям для защиты бездомных животных. Конвенцией устанавливается, что если власти считают необходимым сократить популяцию бездомных животных, они должны принять законодательные или административные меры для сокращения с соблюдением принципа гуманности. Убийство животных не становится обязанностью государства, но его правом, при условии соблюдения основных принципов.
В этой же главе указывается на обязанность государство поощрять «опекунов» (тех, кто берёт бездомных собак и кошек и принимает меры по их содержанию, пристройству).
В Конвенции уделено внимание и обязанностям государств способствовать проведению образовательный и информационных программ.
Было решено, что целей Конвенции о защите домашних животных будет легче добиться, если представители сторон будут иметь возможность встречаться для наблюдения за осуществлением положений, либо для разработки общих и скоординированных программ в области защиты животных. Для того чтобы избежать создания ещё одного межправительственного органа для этой цели, было высказано пожелание обеспечить возможность сторон проводить консультации в рамках существующих структур Совета Европы.

### Европейская конвенция по защите экспериментальных животных
Европейская Конвенция по защите экспериментальных животных, принятая в 1986 году, декларирует нравственный долг человека перед всеми животными и заявляет о необходимости уменьшить страдания животных при опытах на них, поскольку животные способны испытывать боль и страх.

### Конвенция по международной торговле видами, находящимися под угрозой исчезновения
Принятая в 1975 году Конвенция по международной торговле видами, находящимися под угрозой исчезновения, подписана 112 странами и запрещает вывоз определённых видов диких животных и растений.

### Всеобщая декларация о животных
Организации, выступающие за благополучие животных, проводят кампанию по принятию Всеобщей декларации о благополучии животных (UDAW) Организации Объединённых Наций. Всеобщая Декларация призывает Организацию Объединённых Наций признать животных живыми существами, способными испытывать боль и страдания, и признать, что благополучие животных является важным вопросом в рамках социального развития стран мира.
Кампания по принятию UDAW в настоящее время координируется Всемирным обществом защиты животных, Королевским обществом по предотвращению жестокого обращения с животными (Королевским обществом защиты животных) и Международным гуманным обществом (HSI).

## Крупнейшие организации по защите животных
- Всемирное общество защиты животных (WSPA) объединяет 900 обществ, выступающих в защиту животных в 150 странах мира[15].
- Гуманное общество Соединенных Штатов (HSUS) — крупнейшая в мире организация по защите животных, по данным газеты «The Washington Post», насчитывает 8 миллионов членов[16]
- Люди за этичное отношение к животным (en:PETA) — организация, насчитывающая 800 000 сторонников[16]
- Американское Общество предотвращения жестокости к животным — 700 000 членов[16]

## Противоправные действия защитников животных
В 2009 году в США, по данным ФБР, наблюдалось увеличения числа случаев противоправной деятельности сторонников одного из направлений в защите животных — движения за освобождение животных. От тактики ненасилия, перемежаемой в ряде случаев преследованием ученых или вандализмом, некоторые борцы за права животных перешли к использованию взрывчатых веществ или зажигательных устройств. За предшествующие 18 месяцев в США были возбуждены 39 уголовных дел по фактам подобных действий защитников животных.

На что PETA отвечает:
История знает такие случаи, когда люди ощущали неизбежность нарушения законов в борьбе с несправедливостью. Подземная железная дорога для организации побегов негров-рабов и движение Сопротивления в оккупированной Франции — примеры, когда люди вынуждены были действовать вопреки закону, чтобы отстоять более высокие нравственные принципы.

## По странам

### Нидерланды

#### Партия защиты животных
30 ноября 2006 года Голландия вошла в историю как первая страна в мире, в парламенте которой представлена партия, основной целью которой является улучшение прав животных — Партия защиты животных (нидерл. Patij voor de Dieren, буквально — «Партия для животных»; сокр. PvdD).
Партия основана в 2002 году, во главе её стоит Марианне Тиме (Marianne Thieme). Партия добивается закрепления прав животных в конституции страны по примеру Германии, а также разработки отдельного закона о защите животных.

### Россия

#### Современная ситуация в отношении защиты животных в России
Борцы за права животных добиваются принятия разработанного ими специального закона, защищающего животных от жестокости, однако статья «Жестокое обращение с животными» была введена в Уголовный Кодекс РСФСР в марте 1988 года, также существует аналогичная статья и в современном УК РФ. Проект закона «О защите животных от жестокого обращения» был разработан в России во второй половине 1990-х годов. Основным разработчиком стала глава Центра этичного отношения к животным, идеолог прав животных, основоположник веганского движения в России Татьяна Павлова. В 1999 году проект закона был принят Государственной думой в трёх чтениях и одобрен Советом Федерации. Но в 2000 году президент Путин наложил на проект вето с формулировкой «Нет собственного предмета правового регулирования», отправив закон на доработку. Однако в последующие 8 лет закон не дорабатывался и в 2008 году был снят с рассмотрения Государственной думой. 27 декабря 2018 года президент России Владимир Путин подписал принятый Госдумой закон об ответственном обращении с животными. Новый закон регулирует нормы и правоотношения в целях защиты животных, а также ради соблюдения принципов гуманности, обеспечения безопасности и иных прав и законных интересов граждан при обращении с животными. В настоящее время в России действуют Федеральный закон «О животном мире» и Федеральный закон «Об охране окружающей среды»
Россия продолжает входить в число трёх стран, разрешающих отлов диких животных капканами. На российских зверофермах животные умерщвляются запрещённым для использования в этих целях в странах Европы дитилином, вызывающим их мучительную гибель от 20-минутного удушья. При этом Минсельхоз заявляет по этому поводу: «Понятие „жестокость“ на пушных животных не распространяется». В России, в отличие от ряда стран, не запрещена продажа собачьего и кошачьего меха.
В России популярны собачьи бои, возродились и птичьи бои (петушиные, гусиные). В 1880 году в Нижнем Новгороде местный губернатор издал распоряжение о запрете гусиных боев на Арсенальной площади, однако после этого они проводились в других местах нелегально, а затем стали проводиться в соседнем городе Павлово, где они превратились в традицию, существующую и поныне, против которой выступают защитники животных.
В России также стали популярными так называемые «притравочные станции», где на диких животных натравливают охотничьих собак с целью дрессировки, что, по убеждению защитников животных, заканчивается увечьями диких животных, а нередко и их гибелью.

#### Организации по защите животных в России и их деятельность
В СССР с 1924 года существовало Добровольное общество охраны природы (ныне это — Всероссийское общество охраны природы, или ВООП), с 1930 года в нём действует секция охраны животных. Эта организация проводила собрания и съезды, однако уличных протестов и манифестаций не организовала и требований к властям не выдвигала. В 2004 году на съезде общества более 1000 его членов были награждены дипломами и медалями. По состоянию на 2010 год, Всероссийское общество охраны природы является одним из участников Координационного совета общественных организаций России, участником Круглого стола общественных экологических организаций, учредителем Российской организации «Зеленого Креста», Экологического Конгресса, Российского Экологического движения (РЭД).
В 2005 году в журнале «Отечественные записки» его обозреватель Борис Жуков негативно охарактеризовал деятельность общества в советский период. По его мнению, штатные должности в обществе занимали пожилые, либо проштрафившиеся «аппаратчики», а вся работа сводилась к сбору членских взносов.
После распада СССР, в начале 1990-х годов в стране появляются новые движения по защите животных, приезжают зарубежные активисты, борцы за права животных выступают за преобразования в сфере обращения с животными.
16 июня 1990 года полтора десятка членов вновь образованной Либертарианской партии СССР, сочувствующих им граждан и нескольких иностранцев впервые в истории новой России провели шествие в центре Москвы под лозунгом «Горбачев, отпусти всех животных». Участники акции прошли босиком по территории Московского зоопарка, требуя немедленного закрытия всех советских зоопарков, освобождения всех содержащихся в нём животных и введения запрета от использования животных в цирках, запрета всех опытов с использованием животных в научных учреждениях, отказа от использования одежды из натуральной кожи и меха. По их мнению, убийство любого животного должно было быть приравнено к покушению на человека.
По состоянию на 2010 год, Всероссийский научно-исследовательский институт охотничьего хозяйства и звероводства отказывается признать существование в России массового движения по защите животных(в отличие, например от сопоставимой по численности населения стране — США, где лишь в одной организации — «Гуманном обществе Соединенных Штатов» HSUS, исповедующим концепцию «благополучия животных», состоит более 1,3 миллиона человек). По его данным, в рядах российских организаций и движений состоят от нескольких десятков до нескольких сотен человек, а в ряде случаев[обтекаемое выражение] организация представляет собой одного-двух активистов.

Информационное агентство ИКД назвало представителей «Альянса за права животных», участвовавших в митинге в защиту дельфинов, «радикальными зоозащитниками».
В России активисты организаций по защите животных и их сторонники участвуют в акциях и публичных дискуссиях, посвященных защите бездомных животных, протестах против производства и торговли меховыми изделиями, ношения их и убийства животных ради их изготовления, применяемого в том числе в традиционных промыслах народами Крайнего Севера. В акциях протеста принимают участие активисты международных организаций. Например на одной из акций в Москве по проблеме защиты животных, убиваемых ради меха, две девушки, чтобы показать, что лучше будут ходить голыми, чем носить мех, простояли на Театральной площади полураздетыми в холодное время года.
В Сочи впервые заявили о себе активисты Фронта Освобождения Животных — международной организации, признанной ФБР США террористической. Они освобождали енота из зоопарка, в зверосовхозах под Москвой и Санкт-Петербургом — норок и соболей. По приглашению «Альянса за права животных» в Россию приезжает доцент факультета философии Техасского Университета в Эль-Пасо, автор книг и статей по философии, культурной критике, социальной теории и правам животных Стивен Бест, неоднократно заявлявший о поддержке «Фронта освобождения животных».
В том же Сочи в 2002 году прошел Первый съезд российских защитников прав животных, его участники провели уличную акцию, названной «маршем» под лозунгом «Свободу — животным, садистов — в тюрьму» в защиту животных.
В 2009 году защитники животных проводили акции и митинги в Москве, в частности в защиту Утришского дельфинария.
По мнению журналистов «Новой газеты», высказанном в 2009 году, «Фронт освобождения животных», названный газетой одной из «радикальных анархистских практик», стал вдохновителем более открытых инициатив по защите животных в России.
По данным «Российской газеты» на 2012 год, российская защита животных сосредоточена на отстаивании прав бездомных собак на свободу, а также на борьбе со службами отлова этих животных и догхантерами.
В то же время в противовес деятельности российских защитников прав животных, которые добиваются абсолютного права на жизнь бездомных собак и кошек, существует группа организаций, которые выступают за то, чтобы Россия и другие страны СНГ взяли на вооружение опыт стран Западной Европы и США и начали принимать меры по решению проблемы бездомных животных, включающие эвтаназию невостребованных бездомных животных в приютах, считая эти меры более гуманными, чем оставление животных на улицах. Представители этого направления: «Центр правовой зоозащиты», «Реалистическая зоозащита». Центр правовой зоозащиты (Светлана Ильинская и Александр Кулагин) обвиняет обычных защитников животных в распространении антихристианских идей, жёстко критикует отказ от употребления мяса, называя организации, пропагандирующие веганство и выступающие против эвтаназии бездомных животных, зооэкстремистскими.

### Республика Беларусь
Законопроект «Об обращении с животными» в редакции от 22 января 2015 года всё ещё находится на стадии обсуждения. Кроме того, он по-прежнему защищает не животных, а людей от животных, и не права животных, а имущественные права их владельцев.

## Критика
Те или иные рекомендации на эту тему присутствуют и в религиозной литературе. Исследователи отмечают два главных источника мнений о том, что с моральной точки зрения приемлемо использовать животных для получения пищи, одежды, развлечений и в научных экспериментах.
Первый из них — это идея божественной иерархии, основанная на теологической концепции «владычества» из Книги Бытия (1:20-28), где Бог говорит Адаму и Еве:
…владычествуйте над рыбами морскими (и над зверями,) и над птицами небесными, (и над всяким скотом, и над всею землею,) и над всяким животным, пресмыкающимся по земле.
Хотя концепция «владычества» не подразумевает получение животных в собственность, на протяжении веков оно рассматривалась именно как некая форма собственности.
Некоторые отрицают, что животные могут чувствовать, и поэтому не могут иметь своих интересов. Среди них — картезианцы. Коттингем (1978) утверждал, что Декарт сам не провести такую точку зрения.  Кроме того, имеется описание Декарта его посещения бойни, где он наблюдал, как погибали животные. Полагая, что животные лишены чувств, Декарт сравнивал агонию животных всего лишь с «разбором пружины механических часов».
В своем труде «Дискурс», опубликованном в 1637 году, Декарт писал, что способность к голосу разума и использование языка предполагает способность реагировать на сложные пути и «непредвиденные обстоятельства жизни», и что животное «явно не может этого делать». Он утверждал, что звуки, издаваемые животными, не являются языком, это просто «автоматический ответ на внешние раздражители»
Сегодня теории картезианцев во главе с Декартом являются нарицательным примером естественнонаучных заблуждений, основанных на недостатке знаний и предрассудках Средневековья. Современные научные данные не только полностью опровергают средневековую теорию о животных как автоматах, но и доказывают наличие у животных интеллекта, в частности способности к самоанализу, ассоциативному и логическому мышлению. Существует множество научных направлений изучения поведения животных: этология, когнитивная этология, зоопсихология, сравнительная психология и т. д.
Американская организация NAIA, относящая себя к сторонникам концепции благополучия животных, осуждает использование экстремистских методов (таких как физическое насилие, запугивание, вандализм, оскорбления, кражи, уничтожение имущества и терроризмом) в защите прав животных и окружающей среды. В организацию входят владельцы домашних животных, кошачьи и собачьи клубы, группы спасения, бридеры, дрессировщики, ветеринары, учёные-исследователи, фермеры, рыболовы, охотники и биологи.